# Witvlekheidekogelspin
De witvlekheidekogelspin (Simitidion simile) is een spinnensoort in de taxonomische indeling van de kogelspinnen (Theridiidae).
Het dier komt uit het geslacht Simitidion. De witvlekheidekogelspin werd in 1836 beschreven door Carl Ludwig Koch.